# Diocèse d'Ambositra
Diocèse d'Ambositra
(Dioecesis Ambositrensis)

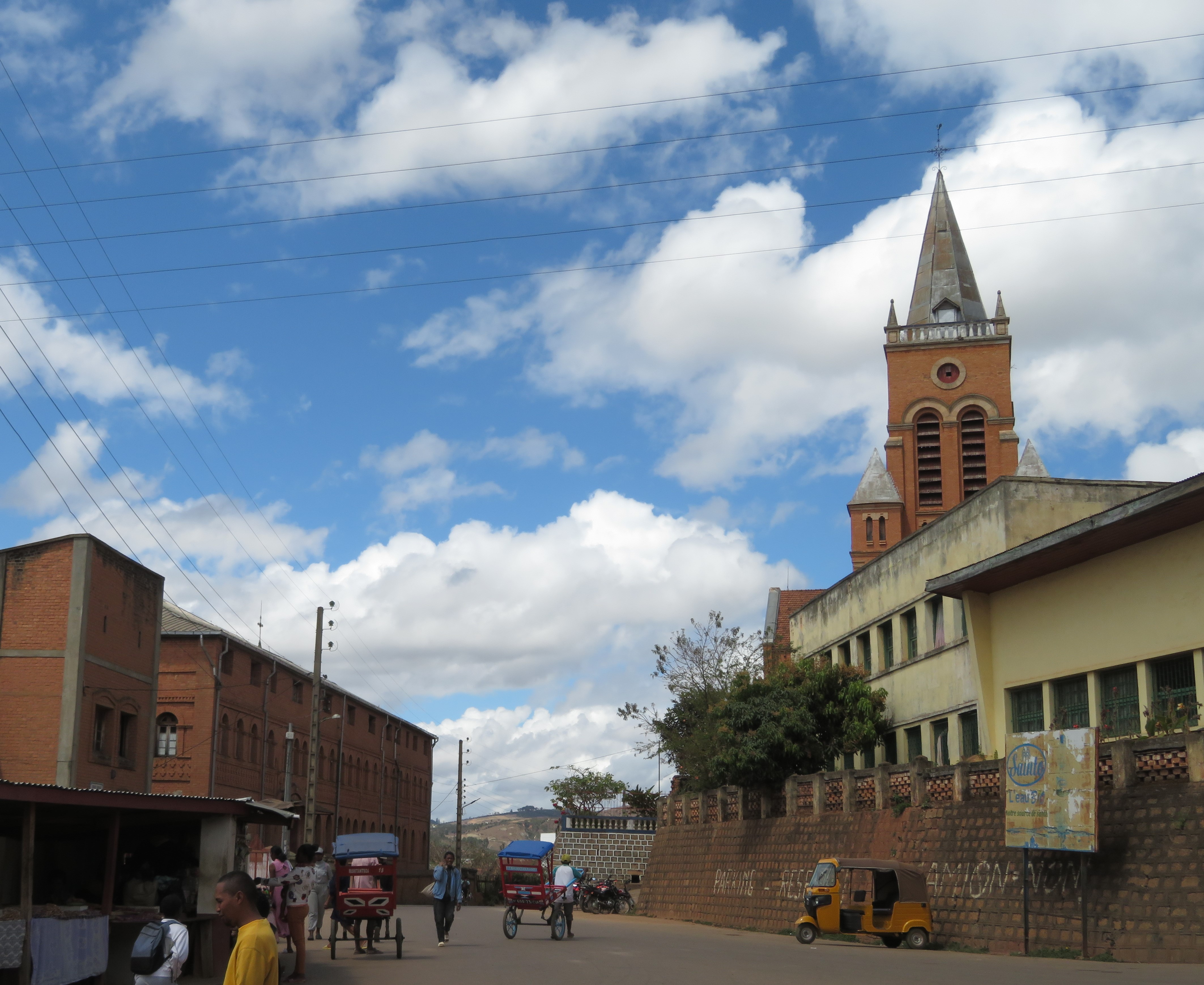
La cathédrale d’Ambositra, Madagascar

L'évêché d'Ambositra est créé le 3 juin 1999, par détachement de l'archevêché de Fianarantsoa.

## Historique
Pour pouvoir comprendre la situation religieuse de notre zone, il serait mieux de partir de la situation géographique. Le Diocèse d'Ambositra s'est étendu dans une surface de 24 000 kilomètres carrés, avec une population de 928 714 (Statistique diocésain en janvier 2019). La région d'Ambositra est célèbre pour sa foi catholique. Ambositra est également célèbre pour de nombreuses personnes répondant à l'appel de Dieu à devenir prêtres et religieux.
Le 15 août 1873, la première messe à Amoronimania (Sandrandahy) est présidée par Père  Augustin Delbosc, SJ. Il était à ce moment accompagné par la Reine Ranavalona II et son escorte, en présence de Victoire RASOAMANARIVO la toute  première Bienheureuse de Madagascar lors de leur route pour Fianarantsoa.
Sauf erreur de notre part, faute de document,  en 1876, la première messe a eu lieu à Ambositra. Entre l’intervalle de 1886 et de 1891, le Père Jacques Berthieu se voit confier l'organisation de la Mission d'Ambositra. A cette époque, il était Curé d'Ambositra. En 1891, le Père  Jacques Berthieu fut nommé pour déménager d'Ambositra. Il a fondé 15 églises à cette époque avant de rejoindre Antananarivo.  Il est à signaler qu’Ambositra faisait partie septentrionale  du diocèse de Fianarantsoa, entre le 14 septembre 1955 date de son érection comme diocèse au 3 juin 1999 celle d’Ambositra, en tant que diocèse.  

## Les pionniers de la foi catholique
Les deux missionnaires jésuites suivants - avec les dates respectives de leurs arrivées - ont fondé la mission catholique à Ambositra : le Père Gaston de BATZ (1836-1883) qui est arrivée le  21 juin 1876, le  Frère Martin Brutail, Coadjuteur, arrivée le  02 Novembre 1877. En raison du déclenchement de la première guerre entre les Malgaches et les Français, le Père Gaston de Batz et le Frère Brutail ont dû quitter Ambositra. Ils se rendirent à Mananjary le 21 juin 1883. Épuisés, fiévreux et affamés, ils meurent à Mananjary les 27 et 28 juillet 1883. Les ossements des deux ont été prélevés à Mananjary et inhumés à Antananarivo le 16 août 1886.
Avec la signature du traité de protection du 17 décembre 1885, les Missionnaires français ont pu à nouveau travailler librement. Les deux jésuites Pères Morisson et Jacques Berthieu sont venus à Ambositra le 6 juillet 1886. Dans le cas de l'œuvre missionnaire du Père Jacques Berthieu notamment, il a travaillé pendant cinq ans (1886-1891). Envoyé au Nord d'Antananarivo le Père Jacques Berthieu y était martyrisé par les Menalamba le 8 juin 1896, puis béatifié par le Pape Paul VI (1965) lors du Concile Vatican II, et canonisé par le pape Benoît XVI (2012). Il ne faut pas oublier que des laïcs zélés et dévots ont aidé les missionnaires jésuites à promouvoir la foi catholique : parmi eux Benoit Rakotonavalona, Constantin, Germaine, Antoine, surtout à l’absence des missionnaires.

## De 1896 aux décennies suivantes
La colonie française a été l'une des raisons de la promotion du catholicisme à Ambositra. Quelques années seulement après l'arrivée des Français, plus de 200 églises catholiques ont été établies. Le Père Bardon était alors le chef de la mission, surnommé Rabetsileo. Il organisa la mission de manière nouvelle. Il a divisé Ambositra en cinq régions :
1. Ville : Ambositra et environs
2. La Région de l'Est : Imady, Imito, Zafimaniry, Tanala.
3. Le nord : d'Iary au nord.
4. L'ouest : Ambohipia, Iarinoro, Ilaka, Andina, Bemaha, etc.
5. Le sud : Ambohimahazo, Manandriana.

Cependant, seuls trois prêtres s'occupaient de ces cinq districts. Le Père PEYRILHE : Ambositra et ses environs, Imady, Iarinoro, Atsimondrano. Le Père FABRE assurait  Alarobia-Sandrandahy et Fisakana en entier tandis que le Père DUPUY  s’occupait d’Ambohimahazo, Ivato et ses environs. Ces trois jésuites toulousains cités supra ne pouvant s'occuper seuls de ces nombreuses églises, ils firent appel à des prêtres jésuites champenois.
Des Congrégations religieuses se sont aussi installées à Ambositra. Les Sœurs Saint Joseph de Cluny (1898) ; Les Frères des Écoles Chrétiennes (1900) ; Les Sœurs Bénédictines (1934). La construction d'écoles catholiques va également de pair avec la l’établissement et la construction d'églises. Les missionnaires sont convaincus que le savoir et la connaissance facilitent l'édification de la foi. Résultat, les catéchistes de l'Église étaient  presque toujours des instituteurs. Il y avait deux types d’école : crèche (garderie) d'un côté et breveté de l'autre.

## Bilan de la mission en 1918 (fin de la première guerre mondiale)
Il y avait déjà des statistiques qui pouvaient être analysées pour les résultats du travail de propagation de la foi en 1918. Nombre d’habitants : 1715000 avec 34000 des catholiques baptisés. Les missionnaires ont fait des grands efforts durant ces cinquante premières années même s'ils ont dû faire face à de nombreuses difficultés : distance, langue, adaptation au climat, etc.

## 1922: Construction de l'église (actuelle cathédrale)
La cathédrale actuelle a été fondée en 1922 par le Père Lefebvre du Prey et le Frère Ruyant. Le premier bâtiment d'église à Ambositra était petit. Cette première église se trouvait là où est aujourd’hui la Résidence « Zatoaty ».  La nouvelle église, aujourd'hui cathédrale, a été inaugurée en 1926, après seulement quatre ans de travaux. Elle a été dédiée au jubilé d'or de la première messe à Ambositra.

## 1926: Jubilé d'or de l'implantation de la foi catholique
Les frères qui travaillaient à Ambositra à cette époque : FF. Ruyant, Claise, Chesnay. Les prêtres qui ont travaillé à Ambositra en ce 50ème jubilé de la foi étaient: Les Pères du Coëtlosquet, Amblard, Pelot, Verley, Decroix, Peyrilhe, Leurent, Picavet, Poirier, Lefebvre du Prey.  Voici les statistiques des baptisés à l'occasion du cinquantième anniversaire de la Foi à Ambositra (1926).
- Ville d'Ambositra : 2927
- Environs d'Ambositra : 4222
- Ambohimahazo : 11027
- Imady: 8538
- Milamaina: 8902
- Alarobia-Sandrandahy: 6500
- Iarinoro: 7676

- Total : 49792

## 1935-1936: Année de constructions
En 1935, la construction du siège de la mission à Ambositra (Zatoaty) a commencé. Le Père Joseph Lefebvre et le Frère Gauchies l’ont construite dans un délai d’un an (achevée en 1936). En effet, à partir de 1903, les prêtres missionnaires se répandirent dans les campagnes, répandant rapidement la foi catholique. Chaque mois, ils reviennent au siège à Ambositra pour se rencontrer, se détendre et pour partager entre eux les missions. Avant le premier vendredi était la session des prêtres, mais plus tard, elle a été modifiée pour commencer le dimanche après le premier vendredi du mois et durer trois jours.

## De 1966 vers 1999
Les  résolutions et enseignements adoptés au Concile Vatican II ont beaucoup changé le travail missionnaire. En effet ce Concile avec ces 16 documents voulait ambitionner de donner un nouvel élan missionnaire. Une nouvelle conception de la nature et de l'image de l'Église pour aujourd'hui, l'identité de l'Église, la participation des laïcs, l'éducation, l'œcuménisme, etc y sont fournies.
De nombreux prêtres malgaches travaillaient déjà à cette époque à Ambositra. Parmi eux figurent le Père Jérôme Ranaivomanana, Victor Razafimahatratra, Stanislas Ramanantsoa, le Pasteur Rakotondrabe. D'autres prêtres malgaches travaillant à Ambositra étaient Philippe Randrianasolo, Joseph Ralaivao, Jean-Baptiste Ratsimba, Georges Ravoson, Thomas-Noël Rakotoarinesa.
Voici les noms des prêtres missionnaires qui ont continué leur travail missionnaire en 1966 : Joseph Masseria, Louis Walton, Théophile Hansen, Etienne Delahodde, André Boltz, Marcel Schwartz, Gaspare Impastato, Jean-Marie Duquesne, Franco Nicchi, Michel Peltereau-Villeneuve, Bernard Petit-Dutaillis, Yves Hoffmann, Michel Etienne, Jean Leroy, Antonio Mangiapane, Vincenzo Maruca. Le temps nous manque pour lister tous les prêtres qui ont travaillé à Ambositra, mais seuls les Supérieurs chargés de la Région Nord du Diocèse de Fianarantsoa seront recensés, du Père Gaston de Batz (1876) au Père Louis Coureau (1999), lorsqu'il était diocèse d'Ambositra.
Liste des Pères Supérieurs (Jésuites)
| Gaston de Batz                     | 1876-1883 |
| Les missionnaires ont été expulsés | 1883-1885 |
| Jacques Berthieu                   | 1886-1891 |
| Cassagne                           | 1891-1892 |
| Léon Fabre                         | 1892-1894 |
| Les missionnaires ont été expulsés | 1894-1895 |
| Léon Fabre                         | 1895-1897 |
| Léon Peyrilhe                      | 1897-1900 |
| Léon Fabre                         | 1900-1904 |
| Pierre Chesnay                     | 1904-1911 |
| Victor Picavet                     | 1911-1918 |
| Armand Poirier                     | 1918-1922 |
| Gaston Lefebvre du Prey            | 1922-1928 |
| Adrien Laurent                     | 1928-1931 |
| Pierre Xavier Morel                | 1931-1932 |
| Léon Derville                      | 1932-1935 |
| Victor Catry                       | 1935-1941 |
| Félix Donau                        | 1941-1942 |
| Bernard Vienne                     | 1943-1945 |
| Charles Amblard                    | 1945-1948 |
| Léonard Daniel                     | 1948-1951 |
| Jean Baudet                        | 1951-1957 |
| Gonzague Maës                      | 1957-1963 |
| Victor Razafimahatratra            | 1963-1969 |
| Ignace Razafimandimby              | 1969-1973 |
| Philippe Randrianasolo             | 1973-1979 |
| Stanislas Ramanantsoa              | 1979-1985 |
| Robert Dubois                      | 1985-1991 |
| Andrea Guastella                   | 1991-1995 |
| Louis Coureau                      | 1995-1999 |

## 1999 - 2002: Episcopat du premier évêque
Le 3 juin 1999, l'annonce a été entendue de Rome qu'il a été établi en tant que diocèse d'Ambositra. Il est sûr qu'il y a eu une demande d'Ambositra et une enquête de Rome. Lorsque toutes les conditions furent réunies, Rome annonça qu'il devenait le diocèse d'Ambositra. Nommé premier évêque à la tête du diocèse le samedi 24 juillet 1999, le Père Fulgence Rabemahafaly, qui poursuit sa formation à l'étranger.
Le 31 octobre 1999, Monseigneur Fulgence Rabemahafaly a été sacré évêque à Ankorombe Ambositra et il a été placé en position de successeur des apôtres (intronisé à sa cathèdre), pour diriger l'Église catholique à Ambositra. "Appelons le Seigneur, nous sommes partis" étaient les mots qu'il a exhortés les fidèles catholiques dans tout le diocèse, comme mot d’ordre (leitmotiv). La devise qu'il a choisie pour vivre sa vie et son ministère épiscopale est  « Parle, Seigneur, car ton serviteur écoute » (1 Sam 3, 10). Vivre l'Évangile dans sa plénitude était ressenti comme brûlant dans le cœur de l'évêque. La prière du Seigneur est la manière la plus courante d'écouter et de donner à Dieu la première place dans tout ce que l’on fait, d’après lui.  
Le démarrage du diocèse coïncide avec la célébration de la 125 -ème année de la Foi en 2001. Des animations, des efforts communs ont été prônés par Mgr Fulgence. Monseigneur Fulgence Rabemahafaly a exhorté les fidèles à planter 2000 arbres par District. Il a également organisé un concours de chant « Zafindraony ». Il a voulu que le diocèse tout entier soit comme une seule famille. Le développement du plein potentiel d'une personne et le salut ont été les contenus de ce qu'il prêche.
Mgr Fulgence Rabemahafaly a fixé trois piliers de priorité pastorale : lutte contre l'analphabétisme, développement (amitié dans la société, travail, protection de l'environnement), étude et mise en pratique de la Parole de Dieu. Lorsque l'archevêque de Fianarantsoa, Mgr Philibert Randriambololona, a pris sa retraite en 2002, le pape Jean-Paul II a nommé le premier évêque du diocèse d'Ambositra comme archevêque pour le remplacer. Malgré ce transfert et sa nouvelle responsabilité, il gère toujours lui-même le diocèse d'Ambositra, mais non pas en tant qu'évêque local mais en tant qu'administrateur apostolique.

## 2005 à nos jours: Episcopat de Mgr Fidelis Rakotonarivo

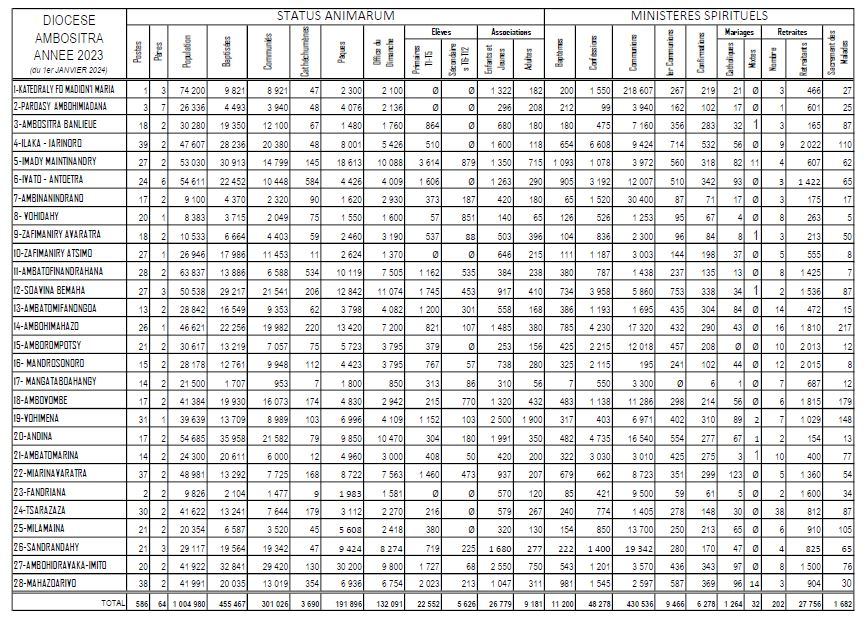
Statistique du diocèse d'Ambositra, 2024 (1 janvier).

Le pape Benoît XVI a nommé comme deuxième évêque pour diriger le diocèse d'Ambositra, le père supérieur de la Compagnie de Jésus, Rakotonarivo Fidelis, qui était également l'aumônier du diocèse de MDMK à cette époque. Le Père Fidelis connaît déjà bien le Diocèse. Après tout, sa responsabilité l'a aidé à visiter tous les Districts du Diocèse.
« Aimer et servir Dieu en toutes choses », une citation extraite du livre Exercice spirituel de Saint Ignace de Loyola, est la devise de Mgr Fidelis Rakotonarivo. Mgr Fidelis Rakotonarivo  n'a pas changé les trois piliers de la pastorale établis par l'évêque avant lui, mais ils seront poursuivis. Afin d'améliorer la manière de gérer le peuple de Dieu, il a appelé à deux reprises le FIFIVA, Conseil de Gouvernement du Peuple de Dieu, qui comprend de nombreux prêtres, de nombreux religieux, des hommes chrétiens de différents militantismes religieux.

## Vers 2049
Le jubulé d'argent a été célébré à Ambositra à la présence du Nonce Apostolique, Mgr Tomas Grysca et les évêques natifs du diocèse, en Août 2024. Des dons volontaires des fidèles et de tant d'autres bienfaiteurs pendant cette fête a permi au diocèse d'initier la construction d'un bâtiment de Résidence annexe pour les prêtres malgré l'attente d'un gras tas de financement pour son achevement.

## Sont évêques
- 3 juin 1999-1er octobre 2002 : Fulgence Rabemahafaly
- 1er octobre 2002-24 juin 2005 : siège vacant
- depuis le 24 juin 2005 : Fidelis Rakotonarivo

## Sources
- L'ANNUAIRE PONTIFICAL, sur le site http://www.catholic-hierarchy.org, à la page
- Gazety Akon'ny Diôsezy Ambositra, laharana manokana 2001.
- Père Rasolondraibe Marcel (Tsiky Marcel), article "Survol historique du diocèse Ambositra", juillet 2022.